# Llista de topònims de Sarroca de Bellera
Llista de topònims (noms propis de lloc) del municipi de Sarroca de Bellera, al Pallars Jussà
Informació actualitzada per un bot. Els canvis manuals es perdran quan s'actualitzi!

## borda
| imatge | Nom                  | Ubicat a              | instància de | Detalls       | coordenades                                                                                 | Protecció | Commons (més fotos)      | Dades a WD                    |
| ------ | -------------------- | --------------------- | ------------ | ------------- | ------------------------------------------------------------------------------------------- | --------- | ------------------------ | ----------------------------- |
|        | Corral d'en Buira    | Sarroca de Bellera    | borda        |               | 42° 23′ 28″ N, 0° 54′ 07″ E / 42.3910096633038°N,0.902050961290388°E                        |           |                          | Modifica les dades a Wikidata |
|        | Corral de Bonet      | Sarroca de Bellera    | borda        |               | 42° 24′ 16″ N, 0° 54′ 53″ E / 42.4043535092763°N,0.91475384516489°E                         |           |                          | Modifica les dades a Wikidata |
|        | Corral de Guimó      | Sarroca de Bellera    | borda        |               | 42° 24′ 42″ N, 0° 53′ 58″ E / 42.4117925795695°N,0.899498811595636°E                        |           |                          | Modifica les dades a Wikidata |
|        | Corral de Taüll      | Sarroca de Bellera    | borda        |               | 42° 27′ 04″ N, 0° 54′ 26″ E / 42.451215288189°N,0.90723281454°E                             |           |                          | Modifica les dades a Wikidata |
|        | Corral de la Solana  | Sarroca de Bellera    | borda        |               | 42° 23′ 17″ N, 0° 53′ 16″ E / 42.38808333°N,0.88763889°E 1316 msnm                          |           |                          | Modifica les dades a Wikidata |
|        | borda d'Antoni       | Sarroca de Bellera    | borda        |               | 42° 21′ 09″ N, 0° 54′ 48″ E / 42.3524573012981°N,0.913411346852972°E                        |           |                          | Modifica les dades a Wikidata |
|        | borda d'Erdo         | Sarroca de Bellera    | borda        |               | 42° 22′ 53″ N, 0° 54′ 35″ E / 42.38144444°N,0.90975°E 1435 msnm                             |           | Borda d'Erdo             | Modifica les dades a Wikidata |
|        | borda de Cabdelleta  | Sarroca de Bellera    | borda        |               | 42° 25′ 22″ N, 0° 52′ 07″ E / 42.4228754219832°N,0.868620244731873°E                        |           |                          | Modifica les dades a Wikidata |
|        | borda de Castell     | Sarroca de Bellera    | borda        |               | 42° 26′ 13″ N, 0° 53′ 33″ E / 42.4368540411916°N,0.892595083608006°E                        |           |                          | Modifica les dades a Wikidata |
|        | borda de Castells    | Sarroca de Bellera    | borda        | Estat: ruïnós | 42° 23′ 53″ N, 0° 53′ 13″ E / 42.39794444°N,0.88680556°E 1218 msnm                          |           |                          | Modifica les dades a Wikidata |
|        | borda de Gassol      | Sarroca de Bellera    | borda        | Estat: ruïnós | 42° 21′ 22″ N, 0° 52′ 54″ E / 42.35619444°N,0.88155556°E 974.2 msnm                         |           |                          | Modifica les dades a Wikidata |
|        | borda de Guimó       | Sarroca de Bellera    | borda        |               | 42° 24′ 10″ N, 0° 53′ 05″ E / 42.4026693204607°N,0.884772658445975°E                        |           |                          | Modifica les dades a Wikidata |
|        | borda de Joanico     | la Bastida de Bellera | borda        |               | 42° 21′ 26″ N, 0° 54′ 22″ E / 42.3571°N,0.906111°E 1109 msnm                                |           |                          | Modifica les dades a Wikidata |
|        | borda de Joanot      | Sarroca de Bellera    | borda        | Estat: ruïnós | 42° 24′ 58″ N, 0° 52′ 42″ E / 42.4162°N,0.878389°E 1208 msnm                                |           |                          | Modifica les dades a Wikidata |
|        | borda de Margalida   | Sarroca de Bellera    | borda        |               | 42° 23′ 41″ N, 0° 50′ 20″ E / 42.3946°N,0.838778°E Benés 1402 msnm                          |           |                          | Modifica les dades a Wikidata |
|        | borda de Mateu       | Sarroca de Bellera    | borda        |               | 42° 22′ 16″ N, 0° 51′ 19″ E / 42.371006800638°N,0.85524787045304°E 1130 msnm                |           | Borda de Mateu (Xerallo) | Modifica les dades a Wikidata |
|        | borda de Monge       | Sarroca de Bellera    | borda        |               | 42° 25′ 27″ N, 0° 52′ 13″ E / 42.4242932324904°N,0.870286059351946°E                        |           |                          | Modifica les dades a Wikidata |
|        | borda de Montlau     | Sarroca de Bellera    | borda        |               | 42° 23′ 54″ N, 0° 50′ 07″ E / 42.39838889°N,0.83533333°E Benés 1419 msnm                    |           |                          | Modifica les dades a Wikidata |
|        | borda de Móra        | Sarroca de Bellera    | borda        |               | 42° 22′ 15″ N, 0° 51′ 37″ E / 42.370927410656°N,0.86016452989978°E                          |           |                          | Modifica les dades a Wikidata |
|        | borda de Palau       | Sarroca de Bellera    | borda        |               | 42° 23′ 56″ N, 0° 53′ 21″ E / 42.3988691807692°N,0.889177200978997°E                        |           |                          | Modifica les dades a Wikidata |
|        | borda de Perutxo     | Sarroca de Bellera    | borda        |               | 42° 23′ 08″ N, 0° 51′ 34″ E / 42.38555556°N,0.85938889°E les Esglésies 1203 msnm            |           |                          | Modifica les dades a Wikidata |
|        | borda de Pomer       | Sarroca de Bellera    | borda        |               | 42° 22′ 53″ N, 0° 54′ 35″ E / 42.3814°N,0.90975°E Santa Coloma d'Erdo 1435 msnm             |           |                          | Modifica les dades a Wikidata |
|        | borda de Portís      | Sarroca de Bellera    | borda        |               | 42° 23′ 22″ N, 0° 49′ 45″ E / 42.38933333°N,0.82902778°E Sentís 1375 msnm                   | ruïnós    |                          | Modifica les dades a Wikidata |
|        | borda de Rafel       | Sarroca de Bellera    | borda        |               | 42° 26′ 01″ N, 0° 53′ 26″ E / 42.4335°N,0.890694°E Manyanet 1593 msnm                       |           |                          | Modifica les dades a Wikidata |
|        | borda de Ribera      | Sarroca de Bellera    | borda        |               | 42° 24′ 04″ N, 0° 54′ 17″ E / 42.40105556°N,0.90469444°E Castellnou d'Avellanos 1210.7 msnm |           |                          | Modifica les dades a Wikidata |
|        | borda de Ricou       | Sarroca de Bellera    | borda        |               | 42° 21′ 14″ N, 0° 54′ 24″ E / 42.353998406747°N,0.906561108938112°E                         |           |                          | Modifica les dades a Wikidata |
|        | borda de Sarrado     | Sarroca de Bellera    | borda        |               | 42° 26′ 18″ N, 0° 53′ 36″ E / 42.4384°N,0.893389°E 1579 msnm                                |           |                          | Modifica les dades a Wikidata |
|        | borda de la Mola     | Sarroca de Bellera    | borda        |               | 42° 22′ 43″ N, 0° 52′ 26″ E / 42.3787025176616°N,0.873892900625861°E                        |           |                          | Modifica les dades a Wikidata |
|        | borda de la Vinya    | Sarroca de Bellera    | borda        |               | 42° 23′ 44″ N, 0° 51′ 25″ E / 42.3956703354428°N,0.857051798662576°E                        |           |                          | Modifica les dades a Wikidata |
|        | borda del Narcís     | Sarroca de Bellera    | borda        |               | 42° 22′ 54″ N, 0° 51′ 53″ E / 42.3817101836964°N,0.864681274180688°E                        |           |                          | Modifica les dades a Wikidata |
|        | borda del Notari     | Sarroca de Bellera    | borda        |               | 42° 20′ 48″ N, 0° 54′ 21″ E / 42.3466892698967°N,0.90575969571162°E                         |           |                          | Modifica les dades a Wikidata |
|        | borda del Roc        | Sarroca de Bellera    | borda        |               | 42° 23′ 40″ N, 0° 50′ 08″ E / 42.3944036102542°N,0.835651492584007°E                        |           |                          | Modifica les dades a Wikidata |
|        | borda del Sabater    | Sarroca de Bellera    | borda        |               | 42° 22′ 54″ N, 0° 51′ 53″ E / 42.3816°N,0.864667°E 1050 msnm                                |           |                          | Modifica les dades a Wikidata |
|        | borda del Tronc      | Sarroca de Bellera    | borda        |               | 42° 23′ 55″ N, 0° 53′ 48″ E / 42.3985454918156°N,0.896551003741609°E                        |           |                          | Modifica les dades a Wikidata |
|        | borda des Pedrenyes  | Sarroca de Bellera    | borda        |               | 42° 25′ 59″ N, 0° 53′ 09″ E / 42.43313889°N,0.88572222°E 1637 msnm                          |           |                          | Modifica les dades a Wikidata |
|        | borda des Plans      | Sarroca de Bellera    | borda        |               | 42° 23′ 19″ N, 0° 51′ 30″ E / 42.3886°N,0.858444°E 1213 msnm                                |           |                          | Modifica les dades a Wikidata |
|        | bordes de la Bastida | Sarroca de Bellera    | borda        | 0 hab         | 42° 21′ 04″ N, 0° 54′ 45″ E / 42.3512°N,0.912556°E 1029 msnm                                |           | Bordes de la Bastida     | Modifica les dades a Wikidata |
|        | bordes de la Bastida | Sarroca de Bellera    | borda        |               | 42° 21′ 14″ N, 0° 54′ 47″ E / 42.353982462382°N,0.913093761865894°E                         |           |                          | Modifica les dades a Wikidata |
|        | els Corralets        | Sarroca de Bellera    | borda        |               | 42° 25′ 35″ N, 0° 55′ 10″ E / 42.4263844408622°N,0.919408410670165°E                        |           |                          | Modifica les dades a Wikidata |
|        | la Capçada           | Sarroca de Bellera    | borda        |               | 42° 20′ 44″ N, 0° 55′ 33″ E / 42.3455164812988°N,0.9259508168104°E                          |           |                          | Modifica les dades a Wikidata |
|        | les Bordes           | Sarroca de Bellera    | borda        |               | 42° 25′ 26″ N, 0° 53′ 13″ E / 42.4237749260167°N,0.887040974159555°E                        |           |                          | Modifica les dades a Wikidata |
|        | lo Colomer           | Sarroca de Bellera    | borda        |               | 42° 22′ 01″ N, 0° 54′ 16″ E / 42.3669461251398°N,0.904467347534153°E                        |           |                          | Modifica les dades a Wikidata |

## bosc
| imatge | Nom                 | Ubicat a                            | instància de | Detalls | coordenades                                                                  | Protecció | Commons (més fotos) | Dades a WD                    |
| ------ | ------------------- | ----------------------------------- | ------------ | ------- | ---------------------------------------------------------------------------- | --------- | ------------------- | ----------------------------- |
|        | Bosc de Castellvell | Sarroca de Bellera                  | bosc         |         | 42° 23′ 31″ N, 0° 54′ 03″ E / 42.392°N,0.90075°E Castellvell de Bellera      |           |                     | Modifica les dades a Wikidata |
|        | Bosc de Peguera     | Sarroca de Bellera                  | bosc         |         | 42° 24′ 56″ N, 0° 53′ 09″ E / 42.4155°N,0.885888888889°E Manyanet el Mesull  |           |                     | Modifica les dades a Wikidata |
|        | Bosc de Sarroca     | Sarroca de Bellera                  | bosc         |         | 42° 24′ 56″ N, 0° 53′ 09″ E / 42.4155°N,0.885888888889°E Manyanet el Mesull  |           |                     | Modifica les dades a Wikidata |
|        | Bosc de la Mola     | Sarroca de Bellera                  | bosc         |         | 42° 24′ 56″ N, 0° 53′ 09″ E / 42.4155°N,0.885888888889°E Manyanet el Mesull  |           |                     | Modifica les dades a Wikidata |
|        | Selva Escura        | el Pont de Suert Sarroca de Bellera | bosc         |         | 42° 25′ 33″ N, 0° 51′ 17″ E / 42.4259166667°N,0.854694444444°E Erta Manyanet |           |                     | Modifica les dades a Wikidata |

## castell
| imatge | Nom                | Ubicat a           | instància de | Detalls                                  | coordenades                                                                | Protecció                                            | Commons (més fotos)     | Dades a WD                    |
| ------ | ------------------ | ------------------ | ------------ | ---------------------------------------- | -------------------------------------------------------------------------- | ---------------------------------------------------- | ----------------------- | ----------------------------- |
|        | Castell de Bellera | Sarroca de Bellera | castell      | Estil: arquitectura popular 11st century | 42° 21′ 32″ N, 0° 52′ 52″ E / 42.358878°N,0.881236°E 1001 msnm             | bé d'interès cultural bé cultural d'interès nacional |                         | Modifica les dades a Wikidata |
|        | Castellgermà       | Sarroca de Bellera | castell      | Estil: arquitectura popular              | 42° 22′ 31″ N, 0° 51′ 46″ E / 42.37526°N,0.862801°E Castellgermà 1098 msnm | bé d'interès cultural bé cultural d'interès nacional | Castell de Castellgermà | Modifica les dades a Wikidata |

## collada
| imatge | Nom                   | Ubicat a                                | instància de | Detalls | coordenades                                                               | Protecció | Commons (més fotos)  | Dades a WD                    |
| ------ | --------------------- | --------------------------------------- | ------------ | ------- | ------------------------------------------------------------------------- | --------- | -------------------- | ----------------------------- |
|        | Coll Permir           | Sarroca de Bellera                      | collada      |         | 42° 23′ 06″ N, 0° 54′ 24″ E / 42.3849°N,0.906583°E 1530.8 msnm            |           |                      | Modifica les dades a Wikidata |
|        | Coll de Fades         | Sarroca de Bellera el Pont de Suert     | collada      |         | 42° 25′ 09″ N, 0° 49′ 40″ E / 42.4193°N,0.827778°E 1504.9 msnm            |           |                      | Modifica les dades a Wikidata |
|        | Coll de Fades (Erdo)  | Sarroca de Bellera                      | collada      |         | 42° 22′ 08″ N, 0° 54′ 32″ E / 42.3689°N,0.908778°E 1268 1267.1 msnm       |           |                      | Modifica les dades a Wikidata |
|        | Coll de Peranera      | Sarroca de Bellera                      | collada      |         | 42° 25′ 01″ N, 0° 49′ 25″ E / 42.4169°N,0.823639°E 1469.6 msnm            |           |                      | Modifica les dades a Wikidata |
|        | Coll de Saraís        | Sarroca de Bellera                      | collada      |         | 42° 25′ 39″ N, 0° 52′ 22″ E / 42.42747222°N,0.87272222°E 1756.7 msnm      |           |                      | Modifica les dades a Wikidata |
|        | Coll de Sas           | Sarroca de Bellera                      | collada      |         | 42° 24′ 33″ N, 0° 50′ 46″ E / 42.40908333°N,0.84616667°E 1478 1483.7 msnm |           |                      | Modifica les dades a Wikidata |
|        | Coll dels Picons      | Sarroca de Bellera                      | collada      |         | 42° 23′ 51″ N, 0° 51′ 55″ E / 42.39747222°N,0.86536111°E 1214.1 msnm      |           |                      | Modifica les dades a Wikidata |
|        | Collada Gran (Benés)  | Sarroca de Bellera                      | collada      |         | 42° 26′ 13″ N, 0° 54′ 30″ E / 42.437°N,0.908361°E 2298.2 msnm             |           |                      | Modifica les dades a Wikidata |
|        | Collada d'Erdo        | Sarroca de Bellera                      | collada      |         | 42° 22′ 35″ N, 0° 53′ 18″ E / 42.37641667°N,0.88825°E 1404.9 msnm         |           |                      | Modifica les dades a Wikidata |
|        | Collada de la Fua     | Sarroca de Bellera                      | collada      |         | 42° 23′ 06″ N, 0° 54′ 24″ E / 42.38491667°N,0.90658333°E 1142.7 msnm      |           |                      | Modifica les dades a Wikidata |
|        | Collada de les Pales  | la Torre de Cabdella Sarroca de Bellera | collada      |         | 42° 25′ 05″ N, 0° 55′ 51″ E / 42.4181°N,0.930722°E 2098 msnm              |           | Collada de les Pales | Modifica les dades a Wikidata |
|        | Collada de les Terres | Sarroca de Bellera                      | collada      |         | 42° 22′ 54″ N, 0° 50′ 26″ E / 42.3817°N,0.8405°E 1465.7 msnm              |           |                      | Modifica les dades a Wikidata |
|        | Collada del Santet    | Sarroca de Bellera                      | collada      |         | 42° 22′ 36″ N, 0° 52′ 40″ E / 42.3767°N,0.877889°E 1243.2 msnm            |           |                      | Modifica les dades a Wikidata |
|        | Collet de Roi         | Sarroca de Bellera                      | collada      |         | 42° 26′ 38″ N, 0° 54′ 24″ E / 42.4438°N,0.906583°E 2357.8 msnm            |           |                      | Modifica les dades a Wikidata |
|        | Pas de Llevata        | Sarroca de Bellera la Vall de Boí       | collada      |         | 42° 27′ 43″ N, 0° 52′ 52″ E / 42.462°N,0.881222°E 2435.6 msnm             |           |                      | Modifica les dades a Wikidata |
|        | Passada de Moró       | Sarroca de Bellera                      | collada      |         | 42° 28′ 50″ N, 0° 53′ 55″ E / 42.48061111°N,0.89863889°E 2626.5 msnm      |           |                      | Modifica les dades a Wikidata |
|        | Port d'Erta           | Sarroca de Bellera                      | collada      |         | 42° 27′ 41″ N, 0° 52′ 25″ E / 42.4614°N,0.873583°E 2465.3 msnm            |           |                      | Modifica les dades a Wikidata |

## curs d'aigua
| imatge | Nom                                         | Ubicat a                            | instància de | Detalls                                       | coordenades                                                                                               | Protecció | Commons (més fotos)                 | Dades a WD                    |
| ------ | ------------------------------------------- | ----------------------------------- | ------------ | --------------------------------------------- | --- | --------- | ----------------------------------- | ----------------------------- |
|        | Barranc Gros (Benés)                        | Sarroca de Bellera                  | curs d'aigua | Desemboca: riu de Manyanet Llarg: 2km         | 42° 27′ 49″ N, 0° 54′ 25″ E / 42.4637°N,0.906806°E                                                        |           |                                     | Modifica les dades a Wikidata |
|        | Barranc de Canarill                         | Sarroca de Bellera                  | curs d'aigua | Desemboca: riu de les Esglésies Llarg: 3km    | 42° 23′ 54″ N, 0° 51′ 04″ E / 42.398404°N,0.851101°E 42° 22′ 56″ N, 0° 52′ 02″ E / 42.382183°N,0.867136°E |           | Barranc de Canarill (les Esglésies) | Modifica les dades a Wikidata |
|        | Barranc de Canarill (la Bastida de Bellera) | Sarroca de Bellera                  | curs d'aigua | Llarg: 1.5km                                  | 42° 21′ 23″ N, 0° 54′ 46″ E / 42.3563°N,0.912786°E                                                        |           |                                     | Modifica les dades a Wikidata |
|        | Barranc de Pleta Pelada                     | Sarroca de Bellera                  | curs d'aigua | Desemboca: riu de Manyanet Llarg: 2km         | 42° 27′ 17″ N, 0° 54′ 00″ E / 42.4546°N,0.900028°E                                                        |           |                                     | Modifica les dades a Wikidata |
|        | Barranc del Bosc (Sarroca de Bellera)       | Sarroca de Bellera                  | curs d'aigua | Desemboca: riu de les Esglésies Llarg: 2.5km  | 42° 22′ 54″ N, 0° 52′ 03″ E / 42.3817°N,0.86746°E                                                         |           |                                     | Modifica les dades a Wikidata |
|        | Barranc del Cap de Llevata                  | Sarroca de Bellera                  | curs d'aigua | Desemboca: riu de Manyanet Llarg: 10.5km      | 42° 27′ 58″ N, 0° 54′ 33″ E / 42.466°N,0.9092°E                                                           |           |                                     | Modifica les dades a Wikidata |
|        | Barranc dels Mians                          | Sarroca de Bellera                  | curs d'aigua | Desemboca: riu de les Esglésies Llarg: 2.5km  | 42° 22′ 54″ N, 0° 53′ 50″ E / 42.381733°N,0.89736°E 42° 23′ 06″ N, 0° 52′ 08″ E / 42.384972°N,0.868882°E  |           |                                     | Modifica les dades a Wikidata |
|        | Barranc dels Plans                          | Sarroca de Bellera                  | curs d'aigua | Desemboca: riu de Manyanet Llarg: 1.5km       | 42° 27′ 38″ N, 0° 52′ 59″ E / 42.4605°N,0.883194°E                                                        |           |                                     | Modifica les dades a Wikidata |
|        | barranc d'Ardia                             | Sarroca de Bellera el Pont de Suert | curs d'aigua | Desemboca: riu de les Esglésies Llarg: 2.5km  | 42° 22′ 07″ N, 0° 50′ 49″ E / 42.368548°N,0.84685°E 42° 22′ 06″ N, 0° 51′ 54″ E / 42.36839°N,0.86509°E    |           | Barranc d'Ardia                     | Modifica les dades a Wikidata |
|        | barranc de Confòs                           | Sarroca de Bellera                  | curs d'aigua | Desemboca: riu de Manyanet Llarg: 1.5km       | 42° 27′ 03″ N, 0° 53′ 23″ E / 42.4508°N,0.889706°E                                                        |           |                                     | Modifica les dades a Wikidata |
|        | barranc de Font d'Obac                      | Sarroca de Bellera                  | curs d'aigua | Desemboca: riu Bòssia Llarg: 2.5km            | 42° 22′ 35″ N, 0° 53′ 18″ E / 42.3764°N,0.888275°E                                                        |           |                                     | Modifica les dades a Wikidata |
|        | barranc de Llena                            | Sarroca de Bellera                  | curs d'aigua | Desemboca: riu de Manyanet Llarg: 1.58km      | 42° 26′ 11″ N, 0° 53′ 34″ E / 42.4363°N,0.892761°E                                                        |           |                                     | Modifica les dades a Wikidata |
|        | barranc de Perves                           | Sarroca de Bellera el Pont de Suert | curs d'aigua | Desemboca: riu Bòssia Llarg: 2km              | 42° 21′ 39″ N, 0° 51′ 07″ E / 42.36088°N,0.851906°E 42° 21′ 53″ N, 0° 52′ 05″ E / 42.364809°N,0.867965°E  |           | Barranc de Perves                   | Modifica les dades a Wikidata |
|        | barranc de la Comallavei                    | Sarroca de Bellera                  | curs d'aigua | Desemboca: riu de Manyanet Llarg: 2.5km       | 42° 26′ 57″ N, 0° 52′ 41″ E / 42.4493°N,0.877947°E                                                        |           |                                     | Modifica les dades a Wikidata |
|        | barranc de la Coscolla                      | Sarroca de Bellera                  | curs d'aigua | Desemboca: riu de Manyanet Llarg: 2.5km       | 42° 24′ 30″ N, 0° 50′ 47″ E / 42.4083°N,0.846322°E                                                        |           |                                     | Modifica les dades a Wikidata |
|        | barranc de la Santa                         | Sarroca de Bellera                  | curs d'aigua | Desemboca: riu de les Esglésies Llarg: 2.5km  | 42° 22′ 51″ N, 0° 50′ 39″ E / 42.3808°N,0.844078°E                                                        |           |                                     | Modifica les dades a Wikidata |
|        | barranc de les Cues                         | Sarroca de Bellera                  | curs d'aigua | Desemboca: la Valiri Llarg: 1.5km             | 42° 26′ 18″ N, 0° 55′ 32″ E / 42.4383°N,0.925447°E                                                        |           |                                     | Modifica les dades a Wikidata |
|        | barranc dels Corralets                      | Sarroca de Bellera                  | curs d'aigua | Desemboca: la Valiri Llarg: 2km               | 42° 25′ 16″ N, 0° 54′ 48″ E / 42.421°N,0.913444°E                                                         |           |                                     | Modifica les dades a Wikidata |
|        | barranc dels Mianers                        | Sarroca de Bellera                  | curs d'aigua | Desemboca: riu de Manyanet Llarg: 2.5km       | 42° 24′ 56″ N, 0° 52′ 42″ E / 42.4156°N,0.878389°E                                                        |           |                                     | Modifica les dades a Wikidata |
|        | la Valiri                                   | Sarroca de Bellera                  | curs d'aigua | Desemboca: riu de les Esglésies Llarg: 10km   | 42° 26′ 37″ N, 0° 54′ 50″ E / 42.4435°N,0.913972°E 42° 23′ 47″ N, 0° 53′ 22″ E / 42.39636°N,0.88936°E     |           |                                     | Modifica les dades a Wikidata |
|        | llau de l'Hoste                             | Sarroca de Bellera                  | curs d'aigua | Desemboca: riu Bòssia Llarg: 2km              | 42° 21′ 30″ N, 0° 52′ 38″ E / 42.3583°N,0.877167°E                                                        |           |                                     | Modifica les dades a Wikidata |
|        | llau del Bosc                               | Sarroca de Bellera                  | curs d'aigua | Desemboca: la Valiri Llarg: 2.5km             | 42° 23′ 45″ N, 0° 53′ 04″ E / 42.3959°N,0.8845°E                                                          |           |                                     | Modifica les dades a Wikidata |
|        | riu Bòssia                                  | Sarroca de Bellera Senterada        | curs d'aigua | Desemboca: el Flamisell Llarg: 10km           | 42° 21′ 53″ N, 0° 52′ 05″ E / 42.36482°N,0.867952°E 42° 19′ 19″ N, 0° 56′ 18″ E / 42.322058°N,0.938256°E  |           | Riu Bòssia                          | Modifica les dades a Wikidata |
|        | riu de Manyanet                             | Sarroca de Bellera                  | curs d'aigua | Desemboca: riu de les Esglésies Llarg: 10.5km | 42° 27′ 49″ N, 0° 54′ 24″ E / 42.463703°N,0.906791°E 42° 23′ 31″ N, 0° 52′ 26″ E / 42.391903°N,0.873833°E |           | Riu de Manyanet                     | Modifica les dades a Wikidata |
|        | riu de les Esglésies                        | Sarroca de Bellera                  | curs d'aigua | Desemboca: riu Bòssia Llarg: 10km             | 42° 23′ 31″ N, 0° 52′ 26″ E / 42.391912°N,0.873817°E 42° 21′ 53″ N, 0° 52′ 05″ E / 42.364823°N,0.867968°E |           | Riu de les Esglésies                | Modifica les dades a Wikidata |

## entitat singular de població
| imatge | Nom                    | Ubicat a           | instància de                                                    | Detalls | coordenades                                                          | Protecció | Commons (més fotos)          | Dades a WD                    |
| ------ | ---------------------- | ------------------ | --------------------------------------------------------------- | ------- | -------------------------------------------------------------------- | --------- | ---------------------------- | ----------------------------- |
|        | Avellanos              | Sarroca de Bellera | entitat singular de població                                    | 4 hab   | 42° 24′ 16″ N, 0° 53′ 58″ E / 42.40458056°N,0.89943889°E 1376.7 msnm |           |                              | Modifica les dades a Wikidata |
|        | Benés                  | Sarroca de Bellera | entitat singular de població                                    | 5 hab   | 42° 24′ 19″ N, 0° 51′ 43″ E / 42.4053°N,0.861964°E 1262 msnm         |           | Benés                        | Modifica les dades a Wikidata |
|        | Buira                  | Sarroca de Bellera | entitat singular de població                                    | 9 hab   | 42° 23′ 02″ N, 0° 52′ 37″ E / 42.3839°N,0.877006°E 1127 msnm         |           | Buira                        | Modifica les dades a Wikidata |
|        | Castellnou d'Avellanos | Sarroca de Bellera | entitat singular de població                                    | 5 hab   | 42° 24′ 17″ N, 0° 54′ 49″ E / 42.40462778°N,0.91368333°E 1517.6 msnm |           |                              | Modifica les dades a Wikidata |
|        | Erdo                   | Sarroca de Bellera | entitat singular de població                                    | 9 hab   | 42° 22′ 02″ N, 0° 53′ 59″ E / 42.3673°N,0.899622°E 1228.1 msnm       |           | Erdo                         | Modifica les dades a Wikidata |
|        | Manyanet               | Sarroca de Bellera | entitat singular de població entitat municipal descentralitzada | 7 hab   | 42° 25′ 26″ N, 0° 52′ 54″ E / 42.42384722°N,0.88152778°E 1493.9 msnm |           | Manyanet                     | Modifica les dades a Wikidata |
|        | Santa Coloma d'Erdo    | Sarroca de Bellera | entitat singular de població                                    | 0 hab   | 42° 22′ 39″ N, 0° 54′ 08″ E / 42.377561°N,0.902219°E 1466 msnm       |           | Santa Coloma d'Erdo          | Modifica les dades a Wikidata |
|        | Sarroca de Bellera     | Sarroca de Bellera | entitat singular de població capital municipal                  | 27 hab  | 42° 21′ 34″ N, 0° 52′ 51″ E / 42.35942078°N,0.88095633°E 998 msnm    |           |                              | Modifica les dades a Wikidata |
|        | Sas                    | Sarroca de Bellera | entitat singular de població                                    | 1 hab   | 42° 24′ 49″ N, 0° 50′ 15″ E / 42.41350278°N,0.83762778°E 1391 msnm   |           | Sas (Sarroca de Bellera)     | Modifica les dades a Wikidata |
|        | Sentís                 | Sarroca de Bellera | entitat singular de població                                    | 8 hab   | 42° 23′ 47″ N, 0° 51′ 01″ E / 42.396523°N,0.850153°E 1391.4 msnm     |           |                              | Modifica les dades a Wikidata |
|        | Vilancòs               | Sarroca de Bellera | entitat singular de població                                    | 1 hab   | 42° 24′ 06″ N, 0° 53′ 06″ E / 42.40161167°N,0.88489722°E 1382.3 msnm |           |                              | Modifica les dades a Wikidata |
|        | Vilella                | Sarroca de Bellera | entitat singular de població                                    | 5 hab   | 42° 21′ 49″ N, 0° 52′ 52″ E / 42.3635°N,0.881183°E 1176.6 msnm       |           | Vilella (Sarroca de Bellera) | Modifica les dades a Wikidata |
|        | Xerallo                | Sarroca de Bellera | entitat singular de població                                    | 8 hab   | 42° 22′ 09″ N, 0° 51′ 58″ E / 42.3691°N,0.866028°E 979.8 msnm        |           | Xerallo                      | Modifica les dades a Wikidata |
|        | el Mesull              | Sarroca de Bellera | entitat singular de població                                    | 3 hab   | 42° 25′ 12″ N, 0° 52′ 40″ E / 42.419975°N,0.87789722°E 1383.5 msnm   |           |                              | Modifica les dades a Wikidata |
|        | la Bastida de Bellera  | Sarroca de Bellera | entitat singular de població                                    | 0 hab   | 42° 21′ 40″ N, 0° 54′ 53″ E / 42.3611°N,0.914844°E 1256 msnm         |           | La Bastida de Bellera        | Modifica les dades a Wikidata |
|        | la Mola d'Amunt        | Sarroca de Bellera | entitat singular de població                                    | 2 hab   | 42° 23′ 32″ N, 0° 52′ 28″ E / 42.39230278°N,0.87437778°E 1044.3 msnm |           | La Mola d'Amunt              | Modifica les dades a Wikidata |
|        | les Esglésies          | Sarroca de Bellera | entitat singular de població                                    | 20 hab  | 42° 23′ 13″ N, 0° 52′ 07″ E / 42.3869°N,0.868622°E 1027.1 msnm       |           | Les Esglésies                | Modifica les dades a Wikidata |

## església
| imatge | Nom                                    | Ubicat a                    | instància de     | Detalls                                    | coordenades                                                                               | Protecció                                  | Commons (més fotos)                    | Dades a WD                    |
| ------ | -------------------------------------- | --------------------------- | ---------------- | ------------------------------------------ | ----------------------------------------------------------------------------------------- | ------------------------------------------ | -------------------------------------- | ----------------------------- |
|        | Mare de Déu de Castellgermà            | Sarroca de Bellera          | església capella |                                            | 42° 22′ 30″ N, 0° 51′ 44″ E / 42.375056°N,0.862086°E Castellgermà 1078.7 msnm             |                                            |                                        | Modifica les dades a Wikidata |
|        | Sant Antoni                            | Sarroca de Bellera          | església capella |                                            | 42° 23′ 55″ N, 0° 51′ 06″ E / 42.398634°N,0.851614°E 1250 msnm                            |                                            |                                        | Modifica les dades a Wikidata |
|        | Sant Corneli de Buira                  | Sarroca de Bellera          | església         | Estil: arquitectura romànica               | 42° 23′ 02″ N, 0° 52′ 37″ E / 42.38386917°N,0.87700556°E 1127.3 msnm                      | bé integrant del patrimoni cultural català |                                        | Modifica les dades a Wikidata |
|        | Sant Esteve de Vilella                 | Sarroca de Bellera          | església         | Estil: arquitectura romànica Estat: ruïnós | 42° 21′ 49″ N, 0° 52′ 51″ E / 42.3636311946069°N,0.880910188859015°E 1176 msnm            |                                            | Sant Esteve de Vilella                 | Modifica les dades a Wikidata |
|        | Sant Esteve del Mesull                 | Sarroca de Bellera          | església         |                                            | 42° 25′ 11″ N, 0° 52′ 42″ E / 42.4197321399488°N,0.87830423134872°E 1377 msnm             |                                            |                                        | Modifica les dades a Wikidata |
|        | Sant Feliu de Sarroca de Bellera       | Sarroca de Bellera          | església         | Estil: arquitectura popular 14th century   | 42° 21′ 35″ N, 0° 52′ 53″ E / 42.359589°N,0.881296°E 1003 msnm                            | bé integrant del patrimoni cultural català | Sant Feliu de Sarroca de Bellera       | Modifica les dades a Wikidata |
|        | Sant Joan Baptista de les Esglésies    | Sarroca de Bellera          | església         | Estil: arquitectura popular                | 42° 23′ 13″ N, 0° 52′ 09″ E / 42.386887°N,0.869041°E                                      | bé integrant del patrimoni cultural català | Sant Joan Baptista de les Esglésies    | Modifica les dades a Wikidata |
|        | Sant Joan de la Riberola               | Sarroca de Bellera          | església capella |                                            | 42° 24′ 01″ N, 0° 54′ 18″ E / 42.40019444°N,0.90494444°E Castellnou d'Avellanos 1190 msnm |                                            |                                        | Modifica les dades a Wikidata |
|        | Sant Julià de Sentís                   | Sarroca de Bellera          | església         | Estil: arquitectura romànica               | 42° 23′ 48″ N, 0° 51′ 00″ E / 42.396572°N,0.85011°E 1391.4 msnm                           |                                            |                                        | Modifica les dades a Wikidata |
|        | Sant Martí de Sarroca de Bellera       | Sarroca de Bellera          | església         | Estil: arquitectura romànica               | 42° 21′ 38″ N, 0° 52′ 53″ E / 42.36055556°N,0.88138889°E 1000 msnm                        |                                            |                                        | Modifica les dades a Wikidata |
|        | Sant Miquel de Sas                     | Sarroca de Bellera          | església         | Estil: arquitectura romànica               | 42° 24′ 49″ N, 0° 50′ 15″ E / 42.4136642949857°N,0.837456099309429°E Sas 1375 msnm        |                                            |                                        | Modifica les dades a Wikidata |
|        | Sant Pere de Manyanet                  | Sarroca de Bellera          | església         | Estil: arquitectura popular                | 42° 25′ 25″ N, 0° 52′ 54″ E / 42.423728°N,0.881655°E                                      | bé integrant del patrimoni cultural català |                                        | Modifica les dades a Wikidata |
|        | Sant Quiri de Sas                      | Sarroca de Bellera          | església         | Estil: arquitectura romànica               | 42° 24′ 23″ N, 0° 50′ 38″ E / 42.406416666667°N,0.84383333333333°E 1621 msnm              |                                            | Sant Quiri de Sas                      | Modifica les dades a Wikidata |
|        | Sant Roc                               | Sarroca de Bellera          | església         |                                            | 42° 25′ 23″ N, 0° 52′ 36″ E / 42.42319444°N,0.87677778°E 1525 msnm                        |                                            |                                        | Modifica les dades a Wikidata |
|        | Sant Sebastià de la Bastida de Bellera | Sarroca de Bellera          | església         | Estil: arquitectura popular                | 42° 21′ 39″ N, 0° 54′ 56″ E / 42.360969°N,0.915541°E                                      | bé integrant del patrimoni cultural català | Sant Sebastià de la Bastida de Bellera | Modifica les dades a Wikidata |
|        | Sant Serni de Castellvell de Bellera   | Sarroca de Bellera          | església         | Estat: ruïnós                              | 42° 23′ 49″ N, 0° 54′ 29″ E / 42.3969573161045°N,0.908182809464672°E 1380 msnm            |                                            |                                        | Modifica les dades a Wikidata |
|        | Santa Bàrbara de Vilancòs              | Sarroca de Bellera          | església         |                                            | 42° 24′ 06″ N, 0° 53′ 06″ E / 42.4016°N,0.884897°E 1382.3 msnm                            |                                            |                                        | Modifica les dades a Wikidata |
|        | Santa Coloma de Benés                  | Sarroca de Bellera          | església         | Estil: arquitectura popular                | 42° 24′ 18″ N, 0° 51′ 44″ E / 42.404987°N,0.862337°E                                      | bé integrant del patrimoni cultural català |                                        | Modifica les dades a Wikidata |
|        | Santa Maria d'Avellanos                | Sarroca de Bellera          | església         |                                            | 42° 24′ 18″ N, 0° 53′ 56″ E / 42.4049°N,0.898914°E 1396.3 msnm                            |                                            |                                        | Modifica les dades a Wikidata |
|        | Santa Maria de Bellera                 | Sarroca de Bellera          | església         | Estil: arquitectura romànica               | 42° 21′ 01″ N, 0° 55′ 28″ E / 42.35018389°N,0.92445278°E 1072.2 msnm                      |                                            |                                        | Modifica les dades a Wikidata |
|        | capella de Sant Pere de Manyanet       | Sarroca de Bellera Manyanet | església         | Estil: arquitectura popular                | 42° 25′ 26″ N, 0° 52′ 53″ E / 42.423803°N,0.881474°E                                      | bé integrant del patrimoni cultural català |                                        | Modifica les dades a Wikidata |
|        | l'Ascensió                             | Sarroca de Bellera          | església capella |                                            | 42° 22′ 04″ N, 0° 52′ 03″ E / 42.3676576027361°N,0.867367712527596°E 1011 msnm            |                                            | L'Ascensió (Xerallo )                  | Modifica les dades a Wikidata |

## font
| imatge | Nom                  | Ubicat a           | instància de | Detalls | coordenades                                              | Protecció | Commons (més fotos) | Dades a WD                    |
| ------ | -------------------- | ------------------ | ------------ | ------- | -------------------------------------------------------- | --------- | ------------------- | ----------------------------- |
|        | font de Canarill     | Sarroca de Bellera | font         |         | 42° 24′ 23″ N, 0° 53′ 58″ E / 42.40641667°N,0.89941667°E |           |                     | Modifica les dades a Wikidata |
|        | font de Davall       | Sarroca de Bellera | font         |         | 42° 24′ 17″ N, 0° 54′ 07″ E / 42.40469444°N,0.90186111°E |           |                     | Modifica les dades a Wikidata |
|        | font de Mates        | Sarroca de Bellera | font         |         | 42° 22′ 29″ N, 0° 50′ 14″ E / 42.374694°N,0.837111°E     |           |                     | Modifica les dades a Wikidata |
|        | font de Peret        | Sarroca de Bellera | font         |         | 42° 21′ 24″ N, 0° 52′ 48″ E / 42.356639°N,0.880111°E     |           |                     | Modifica les dades a Wikidata |
|        | font de Rels         | Sarroca de Bellera | font         |         | 42° 20′ 45″ N, 0° 54′ 18″ E / 42.34575°N,0.905028°E      |           |                     | Modifica les dades a Wikidata |
|        | font de Rials        | Sarroca de Bellera | font         |         | 42° 23′ 07″ N, 0° 50′ 33″ E / 42.385361°N,0.842556°E     |           |                     | Modifica les dades a Wikidata |
|        | font de Teixonelles  | Sarroca de Bellera | font         |         | 42° 25′ 15″ N, 0° 51′ 01″ E / 42.420833°N,0.850333°E     |           |                     | Modifica les dades a Wikidata |
|        | font de Vilancòs     | Sarroca de Bellera | font         |         | 42° 24′ 17″ N, 0° 52′ 59″ E / 42.404611°N,0.883194°E     |           |                     | Modifica les dades a Wikidata |
|        | font de l'Hoste      | Sarroca de Bellera | font         |         | 42° 21′ 23″ N, 0° 52′ 29″ E / 42.356444°N,0.874833°E     |           |                     | Modifica les dades a Wikidata |
|        | font de la Pelaia    | Sarroca de Bellera | font         |         | 42° 25′ 24″ N, 0° 50′ 03″ E / 42.42325°N,0.83411111°E    |           |                     | Modifica les dades a Wikidata |
|        | font de la Senyora   | Sarroca de Bellera | font         |         | 42° 23′ 29″ N, 0° 50′ 02″ E / 42.39127778°N,0.83386111°E |           |                     | Modifica les dades a Wikidata |
|        | font de la Taverneta | Sarroca de Bellera | font         |         | 42° 23′ 09″ N, 0° 53′ 59″ E / 42.38575°N,0.899778°E      |           |                     | Modifica les dades a Wikidata |
|        | font del Tramau      | Sarroca de Bellera | font         |         | 42° 24′ 56″ N, 0° 53′ 59″ E / 42.41566667°N,0.89986111°E |           |                     | Modifica les dades a Wikidata |
|        | font dels Capellans  | Sarroca de Bellera | font         |         | 42° 23′ 26″ N, 0° 54′ 43″ E / 42.39047222°N,0.91186111°E |           |                     | Modifica les dades a Wikidata |
|        | font dels Estanys    | Sarroca de Bellera | font         |         | 42° 24′ 11″ N, 0° 53′ 55″ E / 42.40319444°N,0.89861111°E |           |                     | Modifica les dades a Wikidata |

## granja
| imatge | Nom                | Ubicat a           | instància de | Detalls | coordenades                                                          | Protecció | Commons (més fotos) | Dades a WD                    |
| ------ | ------------------ | ------------------ | ------------ | ------- | -------------------------------------------------------------------- | --------- | ------------------- | ----------------------------- |
|        | Granja de Sallent  | Sarroca de Bellera | granja       |         | 42° 21′ 50″ N, 0° 52′ 41″ E / 42.3639404443488°N,0.878155385065646°E |           |                     | Modifica les dades a Wikidata |
|        | Granja del Casat   | Sarroca de Bellera | granja       |         | 42° 21′ 42″ N, 0° 53′ 05″ E / 42.3615515005192°N,0.884841558883039°E |           |                     | Modifica les dades a Wikidata |
|        | Granja del Masover | Sarroca de Bellera | granja       |         | 42° 23′ 08″ N, 0° 52′ 34″ E / 42.3854445588303°N,0.876155562142251°E |           |                     | Modifica les dades a Wikidata |
|        | Granja del Teuler  | Sarroca de Bellera | granja       |         | 42° 23′ 02″ N, 0° 52′ 10″ E / 42.3839778388484°N,0.869426853947416°E |           |                     | Modifica les dades a Wikidata |

## indret
| imatge | Nom                         | Ubicat a                     | instància de | Detalls | coordenades                                                                 | Protecció | Commons (més fotos) | Dades a WD                    |
| ------ | --------------------------- | ---------------------------- | ------------ | ------- | --------------------------------------------------------------------------- | --------- | ------------------- | ----------------------------- |
|        | Batlliu de Sas              | Sarroca de Bellera           | indret       |         | 42° 24′ 34″ N, 0° 50′ 46″ E / 42.40941667°N,0.84616667°E 1085 1997 msnm     |           |                     | Modifica les dades a Wikidata |
|        | Boïgues Roies               | Sarroca de Bellera           | indret       |         | 42° 25′ 29″ N, 0° 54′ 25″ E / 42.42477778°N,0.90688889°E                    |           |                     | Modifica les dades a Wikidata |
|        | Canals de Cerví             | Sarroca de Bellera           | indret       |         | 42° 26′ 56″ N, 0° 52′ 49″ E / 42.4489°N,0.88025°E                           |           |                     | Modifica les dades a Wikidata |
|        | Cap de Llevata              | Sarroca de Bellera           | indret       |         | 42° 28′ 53″ N, 0° 55′ 07″ E / 42.48136111°N,0.91863889°E                    |           |                     | Modifica les dades a Wikidata |
|        | Coma d'Estany               | Sarroca de Bellera           | indret       |         | 42° 20′ 54″ N, 0° 54′ 42″ E / 42.3482°N,0.911667°E                          |           |                     | Modifica les dades a Wikidata |
|        | Coma del Port (Benés)       | Sarroca de Bellera           | indret       |         | 42° 27′ 25″ N, 0° 52′ 17″ E / 42.45694444°N,0.87144444°E 2380 msnm          |           |                     | Modifica les dades a Wikidata |
|        | Coma dels Estanyets (Benés) | Sarroca de Bellera           | indret       |         | 42° 28′ 19″ N, 0° 54′ 01″ E / 42.472°N,0.900333°E 2290 msnm                 |           |                     | Modifica les dades a Wikidata |
|        | Corral de Taüll             | Sarroca de Bellera           | indret       |         | 42° 28′ 01″ N, 0° 54′ 55″ E / 42.46683333°N,0.91527778°E                    |           |                     | Modifica les dades a Wikidata |
|        | Costes d'Erdo               | Sarroca de Bellera           | indret       |         | 42° 22′ 15″ N, 0° 53′ 29″ E / 42.37097222°N,0.89133333°E                    |           |                     | Modifica les dades a Wikidata |
|        | Crastes                     | Sarroca de Bellera           | indret       |         | 42° 23′ 12″ N, 0° 54′ 44″ E / 42.3868°N,0.912194°E                          |           |                     | Modifica les dades a Wikidata |
|        | El Forcall                  | Sarroca de Bellera           | indret       |         | 42° 23′ 15″ N, 0° 49′ 40″ E / 42.38752778°N,0.82763889°E                    |           |                     | Modifica les dades a Wikidata |
|        | Els Fontanals               | Sarroca de Bellera           | indret       |         | 42° 24′ 33″ N, 0° 54′ 36″ E / 42.40922222°N,0.91002778°E                    |           |                     | Modifica les dades a Wikidata |
|        | Els Mians                   | Sarroca de Bellera           | indret       |         | 42° 23′ 01″ N, 0° 53′ 28″ E / 42.3836°N,0.891056°E                          |           |                     | Modifica les dades a Wikidata |
|        | La Costa                    | Sarroca de Bellera           | indret       |         | 42° 24′ 21″ N, 0° 53′ 27″ E / 42.4058°N,0.890833°E                          |           |                     | Modifica les dades a Wikidata |
|        | La Mosquera                 | Sarroca de Bellera           | indret       |         | 42° 24′ 26″ N, 0° 52′ 02″ E / 42.4072°N,0.867194°E                          |           |                     | Modifica les dades a Wikidata |
|        | Les Comelles                | Sarroca de Bellera           | indret       |         | 42° 22′ 20″ N, 0° 52′ 48″ E / 42.3721°N,0.880111°E                          |           |                     | Modifica les dades a Wikidata |
|        | Les Fues                    | Sarroca de Bellera           | indret       |         | 42° 21′ 55″ N, 0° 52′ 28″ E / 42.3654°N,0.874528°E                          |           |                     | Modifica les dades a Wikidata |
|        | Les Lleners                 | Sarroca de Bellera           | indret       |         | 42° 24′ 55″ N, 0° 54′ 23″ E / 42.41527778°N,0.90638889°E                    |           |                     | Modifica les dades a Wikidata |
|        | Lo Corral de Durro          | Sarroca de Bellera           | indret       |         | 42° 27′ 51″ N, 0° 53′ 58″ E / 42.4641°N,0.899389°E                          |           |                     | Modifica les dades a Wikidata |
|        | Lo Tramado                  | Sarroca de Bellera           | indret       |         | 42° 26′ 56″ N, 0° 52′ 49″ E / 42.44891667°N,0.88025°E Manyanet              |           |                     | Modifica les dades a Wikidata |
|        | Lo Vedat                    | Sarroca de Bellera           | indret       |         | 42° 27′ 15″ N, 0° 54′ 43″ E / 42.45411111°N,0.91194444°E                    |           |                     | Modifica les dades a Wikidata |
|        | Monevui                     | Sarroca de Bellera           | indret       |         | 42° 22′ 52″ N, 0° 50′ 17″ E / 42.381°N,0.838167°E                           |           |                     | Modifica les dades a Wikidata |
|        | Pala Freda                  | Sarroca de Bellera           | indret       |         | 42° 26′ 09″ N, 0° 52′ 45″ E / 42.43591667°N,0.87919444°E                    |           |                     | Modifica les dades a Wikidata |
|        | Pala Gran                   | Sarroca de Bellera           | indret       |         | 42° 25′ 24″ N, 0° 55′ 48″ E / 42.42336111°N,0.92997222°E                    |           |                     | Modifica les dades a Wikidata |
|        | Pales de Tuiro              | Sarroca de Bellera           | indret       |         | 42° 24′ 48″ N, 0° 55′ 18″ E / 42.41322222°N,0.92172222°E                    |           |                     | Modifica les dades a Wikidata |
|        | Plana Segalar               | Sarroca de Bellera           | indret       |         | 42° 23′ 27″ N, 0° 51′ 01″ E / 42.3909°N,0.850139°E                          |           |                     | Modifica les dades a Wikidata |
|        | Plandestàs                  | Sarroca de Bellera           | indret       |         | 42° 25′ 09″ N, 0° 54′ 07″ E / 42.41922222°N,0.902°E                         |           |                     | Modifica les dades a Wikidata |
|        | Prat d'Hort                 | Sarroca de Bellera           | indret       |         | 42° 23′ 44″ N, 0° 50′ 11″ E / 42.39555556°N,0.83627778°E Sentís 1390.4 msnm |           |                     | Modifica les dades a Wikidata |
|        | Raspes de Cell Negre        | Sarroca de Bellera           | indret       |         | 42° 26′ 36″ N, 0° 55′ 00″ E / 42.44341667°N,0.91675°E                       |           |                     | Modifica les dades a Wikidata |
|        | Tarters Rois                | Sarroca de Bellera           | indret       |         | 42° 28′ 34″ N, 0° 54′ 34″ E / 42.476°N,0.90947222°E                         |           |                     | Modifica les dades a Wikidata |
|        | Vall de Bellera             | Sarroca de Bellera Senterada | indret       |         | 42° 23′ 44″ N, 0° 50′ 11″ E / 42.39555556°N,0.83627778°E                    |           | Vall de Bellera     | Modifica les dades a Wikidata |
|        | Vall de Manyanet            | Sarroca de Bellera           | indret       |         | 42° 25′ 23″ N, 0° 53′ 12″ E / 42.42297222°N,0.88669444°E                    |           |                     | Modifica les dades a Wikidata |
|        | coma Palomera               | Sarroca de Bellera           | indret       |         | 42° 28′ 03″ N, 0° 55′ 38″ E / 42.46747222°N,0.92733333°E 2425 msnm          |           |                     | Modifica les dades a Wikidata |
|        | coma Tancada                | Sarroca de Bellera           | indret       |         | 42° 27′ 06″ N, 0° 55′ 23″ E / 42.4518°N,0.923139°E 2300 msnm                |           |                     | Modifica les dades a Wikidata |

## llac glacial
| imatge | Nom                  | Ubicat a           | instància de | Detalls | coordenades                                              | Protecció | Commons (més fotos) | Dades a WD                    |
| ------ | -------------------- | ------------------ | ------------ | ------- | -------------------------------------------------------- | --------- | ------------------- | ----------------------------- |
|        | Estanyets de Llevata | Sarroca de Bellera | llac glacial |         | 42° 28′ 37″ N, 0° 54′ 02″ E / 42.4769°N,0.900612°E       |           |                     | Modifica les dades a Wikidata |
|        | La Bassa             | Sarroca de Bellera | llac glacial |         | 42° 28′ 11″ N, 0° 54′ 39″ E / 42.46972222°N,0.91094444°E |           |                     | Modifica les dades a Wikidata |

## masia
| imatge | Nom              | Ubicat a           | instància de | Detalls | coordenades                                                          | Protecció | Commons (més fotos) | Dades a WD                    |
| ------ | ---------------- | ------------------ | ------------ | ------- | -------------------------------------------------------------------- | --------- | ------------------- | ----------------------------- |
|        | Borda de Berto   | Sarroca de Bellera | masia        |         | 42° 22′ 03″ N, 0° 53′ 40″ E / 42.36761111°N,0.89433333°E 1205 msnm   |           |                     | Modifica les dades a Wikidata |
|        | Borda de Bonet   | Sarroca de Bellera | masia        |         | 42° 24′ 13″ N, 0° 52′ 29″ E / 42.403485°N,0.874824°E 1089.2 msnm     |           |                     | Modifica les dades a Wikidata |
|        | Casa Badia       | Sarroca de Bellera | masia        |         | 42° 24′ 16″ N, 0° 51′ 43″ E / 42.4045716531068°N,0.862083133022904°E |           |                     | Modifica les dades a Wikidata |
|        | Casa Bonet       | Sarroca de Bellera | masia        |         | 42° 24′ 16″ N, 0° 54′ 49″ E / 42.4043160574833°N,0.913685779356752°E |           |                     | Modifica les dades a Wikidata |
|        | Casa Joanico     | Sarroca de Bellera | masia        |         | 42° 20′ 28″ N, 0° 55′ 04″ E / 42.3411°N,0.917833°E 795 msnm          |           |                     | Modifica les dades a Wikidata |
|        | Casa Llorenç     | Sarroca de Bellera | masia        |         | 42° 23′ 02″ N, 0° 52′ 39″ E / 42.3837503250462°N,0.877548886219287°E |           |                     | Modifica les dades a Wikidata |
|        | Casa Pallarès    | Sarroca de Bellera | masia        |         | 42° 21′ 41″ N, 0° 54′ 55″ E / 42.361360189084°N,0.91519310774003°E   |           |                     | Modifica les dades a Wikidata |
|        | Casa Pere        | Sarroca de Bellera | masia        |         | 42° 22′ 39″ N, 0° 54′ 07″ E / 42.377516531078°N,0.901893057555013°E  |           |                     | Modifica les dades a Wikidata |
|        | Casa del Masover | Sarroca de Bellera | masia        |         | 42° 23′ 02″ N, 0° 52′ 33″ E / 42.3838176085033°N,0.875833860159466°E |           |                     | Modifica les dades a Wikidata |
|        | Quadra de Badia  | Sarroca de Bellera | masia        |         | 42° 24′ 13″ N, 0° 51′ 54″ E / 42.4036°N,0.864944°E 1227.9 msnm       |           |                     | Modifica les dades a Wikidata |
|        | els Molins       | Sarroca de Bellera | masia        |         | 42° 21′ 46″ N, 0° 52′ 06″ E / 42.3627241700631°N,0.86842109183192°E  |           |                     | Modifica les dades a Wikidata |
|        | la Maleta        | Sarroca de Bellera | masia        |         | 42° 24′ 01″ N, 0° 54′ 19″ E / 42.400337747849°N,0.905409533667074°E  |           |                     | Modifica les dades a Wikidata |

## muntanya
| imatge | Nom                          | Ubicat a                                               | instància de | Detalls | coordenades                                                              | Protecció | Commons (més fotos)                       | Dades a WD                    |
| ------ | ---------------------------- | ------------------------------------------------------ | ------------ | ------- | ------------------------------------------------------------------------ | --------- | ----------------------------------------- | ----------------------------- |
|        | Cap de les Raspes Roies      | la Vall de Boí Sarroca de Bellera                      | muntanya     |         | 42° 28′ 36″ N, 0° 53′ 24″ E / 42.47676667°N,0.89010278°E 2754 msnm       |           |                                           | Modifica les dades a Wikidata |
|        | Lo Caubell de Sas            | Sarroca de Bellera                                     | muntanya     |         | 42° 25′ 10″ N, 0° 51′ 13″ E / 42.41954°N,0.85365°E 2286.1 msnm           |           |                                           | Modifica les dades a Wikidata |
|        | Lo Tossal                    | Sarroca de Bellera                                     | muntanya     |         | 42° 21′ 53″ N, 0° 54′ 38″ E / 42.3648°N,0.910444°E 1306.8 msnm           |           | Lo Tossal (Sarroca de Bellera)            | Modifica les dades a Wikidata |
|        | Pic de Llena                 | Sarroca de Bellera la Torre de Cabdella                | muntanya     |         | 42° 26′ 49″ N, 0° 55′ 04″ E / 42.446888°N,0.917915°E 2676 2686 msnm      |           | Pic de Llena                              | Modifica les dades a Wikidata |
|        | Pica Cerví de Durro          | la Vall de Boí Sarroca de Bellera                      | muntanya     |         | 42° 27′ 40″ N, 0° 51′ 59″ E / 42.4612°N,0.866422°E 2655 msnm             |           |                                           | Modifica les dades a Wikidata |
|        | Pica de Cerví                | Sarroca de Bellera                                     | muntanya     |         | 42° 27′ 11″ N, 0° 52′ 45″ E / 42.4529431796°N,0.879226097309°E 2753 msnm |           | Pica de Cerví                             | Modifica les dades a Wikidata |
|        | Pui de Far                   | Sarroca de Bellera                                     | muntanya     |         | 42° 23′ 03″ N, 0° 53′ 54″ E / 42.38416389°N,0.89844444°E 1623 msnm       |           | Pui de Far                                | Modifica les dades a Wikidata |
|        | Roca Espader                 | Sarroca de Bellera                                     | muntanya     |         | 42° 23′ 24″ N, 0° 53′ 05″ E / 42.3899°N,0.884692°E 1343.6 msnm           |           |                                           | Modifica les dades a Wikidata |
|        | Roca del Vinyer              | Senterada Sarroca de Bellera                           | muntanya     |         | 42° 20′ 29″ N, 0° 54′ 23″ E / 42.34125556°N,0.90648333°E 1058.9 msnm     |           |                                           | Modifica les dades a Wikidata |
|        | Roques de la Castellona      | Sarroca de Bellera                                     | muntanya     |         | 42° 24′ 26″ N, 0° 55′ 07″ E / 42.40728611°N,0.91853472°E 1695 msnm       |           |                                           | Modifica les dades a Wikidata |
|        | Tossal Gros                  | Sarroca de Bellera                                     | muntanya     |         | 42° 22′ 44″ N, 0° 50′ 26″ E / 42.3789°N,0.840533°E 1476 msnm             |           | Tossal Gros (Sarroca de Bellera)          | Modifica les dades a Wikidata |
|        | Tossal Gros                  | Sarroca de Bellera la Torre de Cabdella                | muntanya     |         | 42° 20′ 30″ N, 0° 55′ 51″ E / 42.3417°N,0.930742°E 1039.1 msnm           |           |                                           | Modifica les dades a Wikidata |
|        | Tossal de Codó               | Sarroca de Bellera el Pont de Suert                    | muntanya     |         | 42° 25′ 29″ N, 0° 49′ 45″ E / 42.4247°N,0.829064°E 1754.1 msnm           |           |                                           | Modifica les dades a Wikidata |
|        | Tossal de Montarroi          | Sarroca de Bellera                                     | muntanya     |         | 42° 23′ 42″ N, 0° 52′ 00″ E / 42.39492222°N,0.86668917°E 1273.8 msnm     |           |                                           | Modifica les dades a Wikidata |
|        | Tossal de Paiasso            | Sarroca de Bellera la Torre de Cabdella                | muntanya     |         | 42° 28′ 23″ N, 0° 55′ 49″ E / 42.4729420398°N,0.930322794098°E 2772 msnm |           |                                           | Modifica les dades a Wikidata |
|        | Tossal de Prat d'Hort        | Sarroca de Bellera                                     | muntanya     |         | 42° 23′ 17″ N, 0° 50′ 20″ E / 42.388°N,0.838761°E 1527 msnm              |           |                                           | Modifica les dades a Wikidata |
|        | Tossal de Rus                | la Vall de Boí Sarroca de Bellera la Torre de Cabdella | muntanya     |         | 42° 29′ 06″ N, 0° 55′ 17″ E / 42.4851°N,0.921492°E 2667.7 msnm           |           |                                           | Modifica les dades a Wikidata |
|        | Tossal de Sant Martí         | Sarroca de Bellera                                     | muntanya     |         | 42° 24′ 00″ N, 0° 52′ 50″ E / 42.4001°N,0.880508°E 1364 msnm             |           | Tossal de Sant Martí (Sarroca de Bellera) | Modifica les dades a Wikidata |
|        | Tossal de Sant Pere          | Sarroca de Bellera                                     | muntanya     |         | 42° 25′ 47″ N, 0° 52′ 52″ E / 42.4296°N,0.881114°E 1840.5 msnm           |           |                                           | Modifica les dades a Wikidata |
|        | Tossal de Sant Quiri         | Sarroca de Bellera                                     | muntanya     |         | 42° 24′ 23″ N, 0° 50′ 38″ E / 42.4063°N,0.843886°E 1627 msnm             |           | Tossal de Sant Quiri (Sarroca de Bellera) | Modifica les dades a Wikidata |
|        | Tossal de Sarviscué          | Sarroca de Bellera el Pont de Suert                    | muntanya     |         | 42° 25′ 54″ N, 0° 51′ 49″ E / 42.43159444°N,0.86373333°E 2057.3 msnm     |           |                                           | Modifica les dades a Wikidata |
|        | Tossal de Tous               | Sarroca de Bellera                                     | muntanya     |         | 42° 23′ 38″ N, 0° 49′ 44″ E / 42.39398611°N,0.82878056°E 1508.8 msnm     |           |                                           | Modifica les dades a Wikidata |
|        | Tossal de Tuiro              | Sarroca de Bellera la Torre de Cabdella                | muntanya     |         | 42° 24′ 11″ N, 0° 55′ 33″ E / 42.4031°N,0.925756°E 1770 msnm             |           | Tossal de Tuiro                           | Modifica les dades a Wikidata |
|        | Tossal de la Mina            | la Vall de Boí Sarroca de Bellera                      | muntanya     |         | 42° 29′ 00″ N, 0° 54′ 43″ E / 42.4832°N,0.911919°E 2723.8 msnm           |           |                                           | Modifica les dades a Wikidata |
|        | Tossal de les Comes de Guiró | Sarroca de Bellera la Torre de Cabdella                | muntanya     |         | 42° 26′ 06″ N, 0° 56′ 07″ E / 42.435°N,0.935367°E 2462.6 msnm            |           |                                           | Modifica les dades a Wikidata |
|        | Tossal de les Tres Muntanyes | Sarroca de Bellera la Torre de Cabdella                | muntanya     |         | 42° 26′ 31″ N, 0° 55′ 44″ E / 42.442009°N,0.928845°E 2596.8 msnm         |           |                                           | Modifica les dades a Wikidata |
|        | Tossal del Clotet            | Sarroca de Bellera el Pont de Suert                    | muntanya     |         | 42° 26′ 24″ N, 0° 52′ 13″ E / 42.44006944°N,0.87034167°E 2385 msnm       |           |                                           | Modifica les dades a Wikidata |
|        | Tossal del Cogomar           | Sarroca de Bellera                                     | muntanya     |         | 42° 25′ 24″ N, 0° 51′ 24″ E / 42.42333611°N,0.85671111°E 1997 msnm       |           |                                           | Modifica les dades a Wikidata |
|        | Tossal del Portell           | Sarroca de Bellera la Torre de Cabdella                | muntanya     |         | 42° 23′ 34″ N, 0° 54′ 56″ E / 42.39273889°N,0.91543056°E 1566.1 msnm     |           |                                           | Modifica les dades a Wikidata |
|        | Tossal del Solà              | Sarroca de Bellera                                     | muntanya     |         | 42° 23′ 57″ N, 0° 51′ 17″ E / 42.39924444°N,0.85469444°E 1356.2 msnm     |           |                                           | Modifica les dades a Wikidata |
|        | Tossal dels Moros            | Sarroca de Bellera                                     | muntanya     |         | 42° 24′ 30″ N, 0° 53′ 16″ E / 42.408325°N,0.88776944°E 1682.1 msnm       |           |                                           | Modifica les dades a Wikidata |
|        | Tuc de Moró                  | la Vall de Boí Sarroca de Bellera                      | muntanya     |         | 42° 28′ 55″ N, 0° 54′ 19″ E / 42.48191667°N,0.90524722°E 2739.1 msnm     |           |                                           | Modifica les dades a Wikidata |
|        | Tuc del Montanyó             | la Vall de Boí Sarroca de Bellera                      | muntanya     |         | 42° 28′ 02″ N, 0° 53′ 09″ E / 42.4673°N,0.885894°E 2610.6 msnm           |           |                                           | Modifica les dades a Wikidata |
|        | els Cantons Rois             | Sarroca de Bellera                                     | muntanya     |         | 42° 26′ 07″ N, 0° 54′ 27″ E / 42.43527778°N,0.90741667°E 2286.1 msnm     |           |                                           | Modifica les dades a Wikidata |
|        | els Tossalets                | Sarroca de Bellera                                     | muntanya     |         | 42° 22′ 36″ N, 0° 53′ 13″ E / 42.3766°N,0.887042°E 1418.9 msnm           |           |                                           | Modifica les dades a Wikidata |
|        | la Picorra                   | Sarroca de Bellera                                     | muntanya     |         | 42° 24′ 03″ N, 0° 51′ 13″ E / 42.4008°N,0.8536°E 1368.6 msnm             |           |                                           | Modifica les dades a Wikidata |
|        | la Serra des Fronts          | Sarroca de Bellera                                     | muntanya     |         | 42° 24′ 02″ N, 0° 50′ 21″ E / 42.40063889°N,0.83902778°E 1544.6 msnm     |           |                                           | Modifica les dades a Wikidata |

## pont
| imatge | Nom                         | Ubicat a           | instància de | Detalls                                                                                     | coordenades                                                          | Protecció                                  | Commons (més fotos)                  | Dades a WD                    |
| ------ | --------------------------- | ------------------ | ------------ | ------------------------------------------------------------------------------------------- | -------------------------------------------------------------------- | ------------------------------------------ | ------------------------------------ | ----------------------------- |
|        | Pont de Buira               | Sarroca de Bellera | pont         | Travessa: riu de les Esglésies                                                              | 42° 23′ 07″ N, 0° 52′ 10″ E / 42.3853818112525°N,0.869379359594374°E |                                            |                                      | Modifica les dades a Wikidata |
|        | Pont de Sant Joan           | Sarroca de Bellera | pont         | Travessa: la Valiri                                                                         | 42° 24′ 05″ N, 0° 54′ 14″ E / 42.4013713263697°N,0.90381985942492°E  |                                            |                                      | Modifica les dades a Wikidata |
|        | Pont de Sarroca             | Sarroca de Bellera | pont         | Estil: arquitectura popular Travessa: riu Bòssia                                            | 42° 21′ 29″ N, 0° 53′ 00″ E / 42.358039°N,0.883288°E                 | bé integrant del patrimoni cultural català |                                      | Modifica les dades a Wikidata |
|        | Pont de Xerallo             | Sarroca de Bellera | pont         | Travessa: riu Bòssia Llarg: 20m Ample: 3m                                                   | 42° 21′ 47″ N, 0° 52′ 18″ E / 42.36316667°N,0.87158333°E 953.4 msnm  |                                            |                                      | Modifica les dades a Wikidata |
|        | Pont de la Borda del Notari | Sarroca de Bellera | pont         | Estil: arquitectura popular Travessa: riu Bòssia Hi passa: N-260                            | 42° 20′ 49″ N, 0° 54′ 18″ E / 42.347029°N,0.904972°E                 | bé integrant del patrimoni cultural català |                                      | Modifica les dades a Wikidata |
|        | Pont de la Mola             | Sarroca de Bellera | pont         | Travessa: riu de Riqüerna                                                                   | 42° 28′ 17″ N, 0° 59′ 32″ E / 42.4713679717586°N,0.992168935321758°E |                                            |                                      | Modifica les dades a Wikidata |
|        | Pont del Diable             | Sarroca de Bellera | pont         | Estil: arquitectura popular Llarg: 15.6m Llum: 7m Ample: 2m Alt: 46.7m Anomenat per: dimoni | 42° 21′ 25″ N, 0° 55′ 21″ E / 42.3570555556°N,0.922583333333°E       | bé cultural d'interès local                | Pont del Diable (Sarroca de Bellera) | Modifica les dades a Wikidata |

## serra
| imatge | Nom                                       | Ubicat a                                | instància de | Detalls       | coordenades | Protecció | Commons (més fotos)                      | Dades a WD                    |
| ------ | ----------------------------------------- | --------------------------------------- | ------------ | ------------- | --- | --------- | ---------------------------------------- | ----------------------------- |
|        | Roques de Castellnou                      | Sarroca de Bellera                      | serra        | Llarg: 0.85km | 42° 24′ 05″ N, 0° 54′ 14″ E / 42.4014°N,0.903822°E |           |                                          | Modifica les dades a Wikidata |
|        | Serra de Castellnou                       | la Torre de Cabdella Sarroca de Bellera | serra        | Llarg: 2km    | 42° 24′ 47″ N, 0° 55′ 37″ E / 42.413185°N,0.92703°E 2108 msnm                                                                                              |           | Serra de Castellnou                      | Modifica les dades a Wikidata |
|        | Serra de Plandestàs                       | Sarroca de Bellera                      | serra        | Llarg: 1.8km  | 42° 25′ 42″ N, 0° 54′ 19″ E / 42.4284°N,0.905231°E |           |                                          | Modifica les dades a Wikidata |
|        | Serra de la Bastida                       | Sarroca de Bellera                      | serra        | Llarg: 3.5km  | 42° 20′ 54″ N, 0° 55′ 33″ E / 42.348261°N,0.925827°E 1307 msnm                                                                                             |           | Serra de la Bastida (Sarroca de Bellera) | Modifica les dades a Wikidata |
|        | Serra de la Pala                          | la Torre de Cabdella Sarroca de Bellera | serra        | Llarg: 1.5km  | 42° 25′ 43″ N, 0° 56′ 02″ E / 42.428556°N,0.933887°E 42° 25′ 05″ N, 0° 55′ 50″ E / 42.418109°N,0.930627°E 2304 msnm                                        |           | Serra de la Pala                         | Modifica les dades a Wikidata |
|        | Serra des Tres Pessons                    | Sarroca de Bellera la Torre de Cabdella | serra        | Llarg: 1.8km  | 42° 26′ 40″ N, 0° 55′ 21″ E / 42.444396°N,0.922408°E 2686 msnm                                                                                             |           | Serra des Tres Pessons                   | Modifica les dades a Wikidata |
|        | Serrat de Pleta Pelada                    | Sarroca de Bellera                      | serra        | Llarg: 1.6km  | 42° 27′ 25″ N, 0° 53′ 43″ E / 42.45691388888889°N,0.8952777777777778°E 42° 27′ 32″ N, 0° 55′ 07″ E / 42.45883888888889°N,0.9185541666666668°E 2546.4 msnm  |           |                                          | Modifica les dades a Wikidata |
|        | Serrat de Torà                            | Sarroca de Bellera                      | serra        | Llarg: 1.6km  | 42° 24′ 58″ N, 0° 53′ 49″ E / 42.41605°N,0.8969722222222223°E 42° 26′ 07″ N, 0° 54′ 27″ E / 42.43526638888889°N,0.9073888888888888°E 2286.1 msnm           |           |                                          | Modifica les dades a Wikidata |
|        | Serrat de l'Estretet                      | Sarroca de Bellera                      | serra        | Llarg: 1.7km  | 42° 27′ 03″ N, 0° 53′ 43″ E / 42.4508°N,0.8952777777777778°E 42° 27′ 10″ N, 0° 53′ 19″ E / 42.45280555555556°N,0.8885944444444445°E 2397.4 msnm            |           |                                          | Modifica les dades a Wikidata |
|        | Serrat de les Planes (Sarroca de Bellera) | Sarroca de Bellera                      | serra        | Llarg: 3.5km  | 42° 21′ 20″ N, 0° 53′ 55″ E / 42.35549722222222°N,0.898738888888889°E 42° 21′ 53″ N, 0° 54′ 38″ E / 42.364808333333336°N,0.9104333333333332°E 1306.8 msnm  |           |                                          | Modifica les dades a Wikidata |
|        | Serrat del Forn Vell                      | Senterada Sarroca de Bellera            | serra        | Llarg: 1km    | 42° 21′ 11″ N, 0° 52′ 48″ E / 42.353119444444445°N,0.8800888888888888°E 42° 20′ 32″ N, 0° 52′ 30″ E / 42.34234444444444°N,0.8751111111111112°E 1507.5 msnm |           |                                          | Modifica les dades a Wikidata |
|        | Serrat dels Corralets                     | Sarroca de Bellera                      | serra        | Llarg: 2km    | 42° 25′ 34″ N, 0° 55′ 11″ E / 42.4262°N,0.919631°E |           |                                          | Modifica les dades a Wikidata |
|        | Serrat dels Corrals                       | Sarroca de Bellera                      | serra        | Llarg: 3.5km  | 42° 24′ 24″ N, 0° 52′ 15″ E / 42.4066°N,0.870958°E |           |                                          | Modifica les dades a Wikidata |
|        | Serrat dels Portells                      | Sarroca de Bellera                      | serra        | Llarg: 1.6km  | 42° 27′ 10″ N, 0° 53′ 19″ E / 42.4528°N,0.888594°E |           |                                          | Modifica les dades a Wikidata |
|        | Serreta de la Mina                        | Sarroca de Bellera                      | serra        | Llarg: 1.5km  | 42° 28′ 02″ N, 0° 53′ 09″ E / 42.4673°N,0.885889°E |           |                                          | Modifica les dades a Wikidata |

## Misc
| imatge | Nom                                     | Ubicat a                     | instància de             | Detalls                     | coordenades                                                          | Protecció                                  | Commons (més fotos)    | Dades a WD                    |
| ------ | --------------------------------------- | ---------------------------- | ------------------------ | --------------------------- | -------------------------------------------------------------------- | ------------------------------------------ | ---------------------- | ----------------------------- |
|        | Arcs i voltes de pas                    | Manyanet                     | passatge                 | Estil: arquitectura popular | 42° 25′ 29″ N, 0° 52′ 53″ E / 42.424602°N,0.881431°E                 | bé integrant del patrimoni cultural català |                        | Modifica les dades a Wikidata |
|        | Benés                                   | Sarroca de Bellera           | antic municipi d'Espanya | 1812 Superfície: 62.44km²   | 42° 24′ 19″ N, 0° 51′ 44″ E / 42.405239°N,0.862162°E                 |                                            | Benés (antic municipi) | Modifica les dades a Wikidata |
|        | Castellgermà                            | Sarroca de Bellera           | antic assentament        |                             | 42° 22′ 30″ N, 0° 51′ 44″ E / 42.375°N,0.862286°E 1078 msnm          |                                            | Castellgermà           | Modifica les dades a Wikidata |
|        | Castellvell de Bellera                  | Sarroca de Bellera           | nucli de població        |                             | 42° 23′ 48″ N, 0° 54′ 28″ E / 42.39668056°N,0.90778611°E 1379.1 msnm |                                            |                        | Modifica les dades a Wikidata |
|        | Cimentera i Colònia del Xerallo         | Sarroca de Bellera           | edifici                  |                             | 42° 22′ 13″ N, 0° 51′ 53″ E / 42.3702°N,0.8647°E                     | bé integrant del patrimoni cultural català | Xerallo cement factory | Modifica les dades a Wikidata |
|        | L-521                                   | Sarroca de Bellera           | carretera                |                             | 42° 21′ 35″ N, 0° 52′ 52″ E / 42.3597°N,0.881231°E                   |                                            |                        | Modifica les dades a Wikidata |
|        | Mola de Pere                            | Sarroca de Bellera           | molí d'aigua             |                             | 42° 25′ 25″ N, 0° 53′ 18″ E / 42.4237°N,0.888361°E 1295 msnm         |                                            |                        | Modifica les dades a Wikidata |
|        | Pedrera de les Ribes                    | Sarroca de Bellera           | pedrera                  |                             | 42° 23′ 16″ N, 0° 52′ 20″ E / 42.3877691554235°N,0.872335587263475°E |                                            |                        | Modifica les dades a Wikidata |
|        | Plaça Major                             | Sarroca de Bellera           | plaça                    | Estil: arquitectura popular | 42° 21′ 33″ N, 0° 52′ 53″ E / 42.359283°N,0.881276°E                 | bé integrant del patrimoni cultural català |                        | Modifica les dades a Wikidata |
|        | casa consistorial de Sarroca de Bellera | Sarroca de Bellera           | casa consistorial        |                             | 42° 21′ 36″ N, 0° 52′ 54″ E / 42.360085°N,0.8816247°E                |                                            |                        | Modifica les dades a Wikidata |
|        | dolmen del Mas                          | Sarroca de Bellera Senterada | dolmen                   |                             | 42° 20′ 33″ N, 0° 54′ 51″ E / 42.34252222°N,0.91421667°E 796 msnm    | bé cultural d'interès local                | Dolmen del Mas         | Modifica les dades a Wikidata |